# Shadowhunters
Shadowhunters é uma série distópica norteamericana de fantasia baseada na série literária The Mortal Instruments escrita por Cassandra Clare, desenvolvida para a televisão por Ed Decter. A série é uma segunda adaptação da série literária, após o filme de 2013 Os Instrumentos Mortais: Cidade dos Ossos, que também foi produzido pela companhia Constantin Film. A criação da série foi anunciada em 30 de março de 2015 e estreou em 12 de janeiro de 2016 nos Estados Unidos, através da rede de televisão Freeform. É a série mais vista da Netflix em Portugal e no Brasil.
Clarice estrela da manhã, personagem principal, tem dua vida virada de ponta cabeça no seu aniversário de 18 anos , quando o mundo das sombras se abre ate ela , perde sua mãe duas vezes e descobre q seu pai não só esta vivo como tambem é um dos shadowhunters mais perigosos ja visto.
Em 4 de junho de 2018, a Freeform cancelou a série após três temporadas, no entanto encomendou dois episódios extras para concluir adequadamente a história da série; a segunda metade da terceira temporada estreou em 25 de fevereiro de 2019, com 12 episódios ordenados. O episódio final foi ao ar em 6 de maio de 2019.

## Sinopse
Clary Fray acabou de se inscrever na Academia de Artes do Brooklyn. Em seu  aniversário de 18 anos, ela descobriu que faz parte de um mundo completamente diferente, o dos caçadores de sombras, humanos nascidos com sangue de anjo que protegem o mundo dos humanos dos demônios. Naquela noite, a mãe de Clary, Jocelyn, é sequestrada por um grupo de Caçadores de Sombras malvados chamado O Ciclo. O líder deles é o ex-marido de Jocelyn, Valentine Morgenstern.
Com a mãe desaparecida, Clary se volta para Luke, uma pessoa em quem confia, apenas para ser aparentemente traída. Clary junta-se com um grupo de Caçadores de Sombras para salvar sua mãe e descobre poderes que ela nunca soube possuir. Clary é jogada no mundo da caça aos demônios com o misterioso, narcisista e atraente Jace, e também seu amigo leal e nerd, Simon. Agora, vivendo entre fadas, guerreiros, feiticeiros, vampiros e lobisomens, Clary começa uma jornada de auto-descoberta ao saber mais sobre seu passado e o que seu futuro pode aguentar.

## Episódios
| Temporada | Temporada | Episódios | Episódios               | Exibição original     | Exibição original  |
| Temporada | Temporada | Episódios | Episódios               | Estreia da temporada  | Final da temporada |
| --------- | --------- | --------- | ----------------------- | --------------------- | ------------------ |
|           | 1         | 13        | 13                      | 12 de janeiro de 2016 | 5 de abril de 2016 |
|           | 2         | 20        | 10                      | 2 de janeiro de 2017  | 6 de março de 2017 |
| 10        | 2         | 20        | 5 de junho de 2017      | 14 de agosto de 2017  |                    |
|           | 3         | 22        | 10                      | 20 de março 2018      | 15 de maio de 2018 |
| 12        | 3         | 22        | 25 de fevereiro de 2019 | 6 de maio de 2019     |                    |

## Elenco e Personagens
| Ator                  | Personagem                           | Temporadas      | Temporadas      | Temporadas   |
| Ator                  | Personagem                           | 1               | 2               | 3            |
| Principal             | Principal                            | Principal       | Principal       | Principal    |
| --------------------- | ------------------------------------ | --------------- | --------------- | ------------ |
| Katherine McNamara    | Clarissa "Clary" Morgenstern         | Principal       | Principal       | Principal    |
| Dominic Sherwood      | Jonathan Cristopher "Jace" Herondale | Principal       | Principal       | Principal    |
| Alberto Rosende       | Simon Lewis                          | Principal       | Principal       | Principal    |
| Matthew Daddario      | Alexander "Alec" Lightwood           | Principal       | Principal       | Principal    |
| Emeraude Toubia       | Isabelle "Izzy" Lightwood            | Principal       | Principal       | Principal    |
| Harry Shum Jr.        | Magnus Bane                          | Principal       | Principal       | Principal    |
| Isaiah Mustafa        | Lucian "Luke" Graymark               | Principal       | Principal       | Principal    |
| Alisha Wainwright     | Maia Roberts                         |                 | Recorrente      | Principal    |
| Recorrente            |                                      |                 |                 |              |
| Alan Van Sprang       | Valentine Morgenstern                | Recorrente      | Recorrente      | Participação |
| David Castro          | Raphael Santiago                     | Recorrente      | Recorrente      | Recorrente   |
| Maxim Roy             | Jocelyn Fairchild                    | Recorrente      | Recorrente      | Participação |
| Jon Cor               | Hodge Starkweather                   | Recorrente      | Participação    |              |
| Vanessa Matsui        | Madame "Dot" Dorothea                | Recorrente      | Recorrente      |              |
| Jade Hassouné         | Meliorn                              | Recorrente      | Recorrente      | Recorrente   |
| Stephanie Bennett     | Lydia Branwell                       | Recorrente      | Recorrente      |              |
| Kaitlyn Leeb          | Camille Belcourt                     | Recorrente      | Participação    |              |
| Nicola Correia Damude | Maryse Lightwood                     | Recorrente      | Recorrente      | Recorrente   |
| Paulino Nunes         | Robert Lightwood                     | Recorrente      | Recorrente      | Participação |
| Jack Fulton           | Max Lightwood                        | Recorrente      | Participação    | Participação |
| Christina Cox         | Elaine Lewis                         | Recorrente      | Participação    | Participação |
| Holly Deveaux         | Rebecca Lewis                        | Participação    | Recorrente      | Recorrente   |
| Mimi Kuzyk            | Imogen Herondale                     | Participação    | Recorrente      | Participação |
| Nick Sagar            | Victor Aldertree                     | Does not appear | Recorrente      | Participação |
| Lisa Berry            | Cleophas Graymark                    |                 | Recorrente      | Participação |
| Will Tudor            | Sebastian Verlac                     |                 | Participação    |              |
| Will Tudor            | Jonathan Cristopher Morgenstern      | Recorrente      | Recorrente      |              |
| Luke Baines           | Jonathan Cristopher Morgenstern      |                 |                 | Recorrente   |
| Anna Hopkins          | Lilith                               |                 | Participação    | Recorrente   |
| Chai Hansen           | Jordan Kyle                          | Does not appear | Does not appear | Recorrente   |
| Javier Muñoz          | Lorenzo Rey                          | Does not appear | Does not appear | Recorrente   |
| James McGowan         | Preator Scott                        | Does not appear | Does not appear | Recorrente   |

## Dublagem/Dobragem
| Personagem             | Dobrador/a        | Dublador/a                   |
| Principais             | Principais        | Principais                   |
| ---------------------- | ----------------- | ---------------------------- |
| Clary Fray/Fairchild   | Isabel Queirós    | Luisa Palomanes              |
| Jace Wayland/Herondale | Luís Araújo       | Felipe Drummond              |
| Alec Lightwood         | Manuel Tur        | Alexandre Drummond           |
| Isabelle Lightwood     | Joana Carvalho    | Carol Kapfer/ Adriana Torres |
| Simon Lewis            | Pedro Manana      | Wirley Contaifer             |
| Magnus Bane            | Pedro Frias       | Charles Emmanuel             |
| Luke Garroway          | Pedro Almendra    | Marcos Souza                 |
| Maia Roberts           | Isabel Nunes      | Lhays Macedo                 |
| Recorrentes            |                   |                              |
| Jocelyn Fray/Fairchild | Ânglea Marques    | Priscila Amorim              |
| Dot                    | Teresa Arcanjo    | Bruna Laynes                 |
| Jonathan Morgenstern   | Pedro Miguel Dias | João Capelli                 |
| Sebastian Verlac       | Bernardo Gavina   | João Capelli                 |
| Raphael Santiago       | Ivo Bastos        |                              |
| Valentine Morgenstern  | Mário Santos      |                              |

|                              | Portugal                                                       | Brasil                          |
| ---------------------------- | -------------------------------------------------------------- | ------------------------------- |
| Direção                      | Mário Santos/Raquel Rosmaninho                                 | Mario Jorge De Andrade Ferreira |
| Tradução                     | Cláudia Castro Pereira                                         | Danielle Ribeiro                |
| Adaptação                    | Mário Santos/Raquel Rosmaninho                                 |                                 |
| Dobrado/Dublado nos Estúdios | Deluxe 103, S.L/Deluxe Spain Barcelona, S.L.U./Cinemágica, LDA | MG Estúdios e Produções         |

## Produção

### Desenvolvimento
Em 2010, a Screen Gems anunciou que estava produzindo uma adaptação para o cinema do livro Cidade dos Ossos, o primeiro livro da série Os Instrumentos Mortais, com esperanças de começar uma franquia de filmes de sucesso. O estúdio também tinha planos de lançar uma adaptação do segundo livro da série, Cidade das Cinzas, que estava previsto para começar a ser produzido em setembro de 2013, mas foi adiado para 2014, e acabou por ser cancelado, após o primeiro filme não conseguir atingir o orçamento esperado.

### Elenco
No Twitter, Cassandra Clare anunciou que não faria parte da escalação de elenco e não esperava que alguém do elenco do filme original retornasse. Em 20 de abril de 2015, a ABC revelou que Dominic Sherwood estaria no elenco da série interpretando o Caçador de Sombras, Jace Wayland. Em 2 de maio de 2015, foi anunciado que Emeraude Toubia havia conseguido o papel de Isabelle Lightwood e Alberto Rosende iria se juntar ao elenco como Simon Lewis. Em 6 de maio, foi revelado que Katherine McNamara havia conseguido o papel principal de Clary Fray. Dois dias depois, em 8 de maio, Matthew Daddario e Isaiah Mustafa foram confirmados como Alec Lightwood e Luke Garroway, respectivamente. Mais tarde, Harry Shum Jr. e Alan van Sprang juntam-se ao elenco como Magnus Bane e Valentine Morgenstern, respectivamente. Em 18 de maio, foi anunciado que Maxim Roy interpretaria Jocelyn Fray.
Em 28 de maio, Jon Cor foi escalado como Hodge Starkweather, mentor do instituto de Nova Iorque. Em 4 de junho, David Castro foi escalado para interpretar o vampiro Raphael Santiago. Em 9 de junho, Lisa Marcos anunciou que ela iria se juntar ao elenco como a Capitã Vargas, outra personagem criada por Ed Decter. Em 12 de junho, o produtor McG, declarou através de sua conta oficial no Twitter, que Kaitlyn Leeb iria interpretar Camille Belcourt. Em 16 de junho, Jade Hassouné foi escalado para interpretar o seelie Meliorn. Em 8 de agosto, Stephanie Bennett foi escalada como Lydia Branwell, outra personagem criada especialmente para a série.

### Filmagens
A série começou a ser filmada em Toronto, Canadá, em 25 de maio de 2015. As filmagens do 89º Departamento de Policia de Nova Iorque foram feitos na Ala de Ciência da Universidade de Toronto Scarborough.

### Renovação
Em março de 2016, a série foi renovada para uma segunda temporada, com data de estreia para o início de 2017. A segunda temporada contou com um acréscimo e foi composta por 20 episódios. A segunda temporada de Shadowhunters continua do mesmo ponto aonde acabou-se a primeira, com Jace em pé ao lado de Valentine e seus amigos temendo o pior. Clary, Alec e Isabelle não irão parar até trazer seu amigo de volta, contando juntamente com a ajuda de Luke, Magnus, Simon e uma Jocelyn agora acordada. Em abril de 2017 foi confirmada a terceira temporada do seriado, que consistirá em 22 episódios.

## Música
O tema musical de abertura da série foi composto por Ben Decter. A canção de abertura é "This Is the Hunt" performada por Ruelle, e escrita por Maggie Eckford e Jeff Bowman especialmente para a série.

## Transmissão
A série estreou em 12 de janeiro de 2016 nos Estados Unidos, pela Freeform. O segundo episódio "The Descent Into Hell Is Easy", foi lançado online no mesmo dia depois da estreia da série. Em dezembro de 2015, a Netflix adquiriu os direitos mundiais para exibir Shadowhunters, excluindo os EUA, tornando a série disponível como uma série original um dia após a estreia norte-americana, com o primeiro episódio lançado mundialmente em 13 de janeiro de 2016, e os episódios subsequentes divulgados em uma base semanal.

## Recepção

### Crítica
Shadowhunters tem recebido uma resposta global negativa dos críticos. O Metacritic, deu uma classificação de 45 de 100 baseado em 9 opiniões. O Rotten Tomatoes, deu uma avaliação de 42% com base em 12 avaliações, com uma classificação média de 5,6 de 10. O consenso dos críticos dispararam: "Shadowhunters junta emoções visuais e uma premissa com um potencial rico, mas o show não é o suficiente para disparar uma auto-histeria marcante, e possui enredos complicados."
De acordo com o The New York Times, a série "possui um material de origem popular. Mas ela pode se tornar mais divertida quando você aprende a gostar de fantasia."

### Prêmios
| Ano  | Premiação              | Categoria                             | Indicados          | Resultado | Ref    |
| ---- | ---------------------- | ------------------------------------- | ------------------ | --------- | ------ |
| 2017 | People's Choice Awards | Favorite Cable TV Sci-Fi/Fantasy Show | Shadowhunters      | Pendente  | [ 29 ] |
| 2016 | Teen Choice Awards     | Choice TV: Breakout Show              | Shadowhunters      | Venceu    | [ 30 ] |
| 2016 | Teen Choice Awards     | Choice TV: Breakout Star              | Katherine McNamara | Indicado  | [ 30 ] |
| 2016 | Teen Choice Awards     | Choice TV: Breakout Star              | Matthew Daddario   | Venceu    | [ 30 ] |
| 2016 | MTV Fandom Awards      | Best New Fandom of the Year           | Shadowhunters      | Venceu    | [ 31 ] |
| 2016 | MTV Fandom Awards      | Ship of the Year                      | Malec              | Indicado  | [ 32 ] |

### Classificações
| No. | Título                             | Exibição              | Classificação (18-49) | Audiência (em milhões) | DVR (18-49) | Audiência DVR (em milhões) | Total (18-49) | Audiência total (em milhões) |
| --- | ---------------------------------- | --------------------- | --------------------- | ---------------------- | ----------- | -------------------------- | ------------- | ---------------------------- |
| 1   | "The Mortal Cup"                   | 12 de Janeiro, 2016   | 0.8                   | 1.82                   | 0.4         | 0.88                       | 1.2           | 2.70                         |
| 2   | "The Descent Into Hell Isn't Easy" | 19 de Janeiro, 2016   | 0.4                   | 1.01                   | 0.3         | 0.75                       | 0.7           | 1.76                         |
| 3   | "Dead Man's Party"                 | 26 de Janeiro, 2016   | 0.5                   | 0.98                   | N/A         | N/A                        | N/A           | N/A                          |
| 4   | "Raising Hell"                     | 2 de Fevereiro, 2016  | 0.4                   | 0.96                   | 0.4         | 0.93                       | 0.8           | 1.89                         |
| 5   | "Moo Shu to Go"                    | 9 de Fevereiro, 2016  | 0.4                   | 0.95                   | 0.4         | 0.75                       | 0.8           | 1.70                         |
| 6   | "Of Men and Angels"                | 16 de Fevereiro, 2016 | 0.4                   | 0.98                   | 0.4         | N/A                        | 0.8           | N/A                          |
| 7   | "Major Arcana"                     | 23 de Fevereiro, 2016 | 0.4                   | 0.84                   | 0.3         | 0.72                       | 0.7           | 1.56                         |
| 8   | "Bad Blood"                        | 1 de Março, 2016      | 0.4                   | 0.87                   | 0.3         | 0.74                       | 0.7           | 1.61                         |
| 9   | "Rise Up"                          | 8 de Março, 2016      | 0.4                   | 0.95                   | 0.3         | 0.77                       | 0.7           | 1.72                         |
| 10  | "This World Inverted"              | 15 de Março, 2016     | 0.3                   | 0.78                   | 0.4         | 0.74                       | 0.7           | 1.52                         |
| 11  | "Blood Calls to Blood"             | 22 de Março, 2016     | 0.3                   | 0.78                   | 0.3         | N/A                        | 0.6           | N/A                          |
| 12  | "Malec"                            | 29 de Março, 2016     | 0.3                   | 0.82                   | TBD         | TBD                        | TBD           | TBD                          |
| 13  | "Morning Star"                     | 5 de Abril, 2016      | 0.3                   | 0.76                   | TBD         | TBD                        | TBD           | TBD                          |